# 短毛牛防风
短毛牛防风（学名：Heracleum moellendorffii）为伞形科独活属的植物。分布在北美洲、日本、俄罗斯西伯利亚地区、西亚、亚洲东部以及中国大陆的内蒙古、安徽、山东、浙江、黑龙江、辽宁、江苏、江西、湖北、吉林、云南、湖南、陕西、河北等地，生长于海拔500米至4,200米的地区，常生于林缘、阴坡山沟旁或草甸子，目前尚未由人工引种栽培。

## 别名
东北牛防风（东北草本植物志）、大叶芹（辽宁）、老山芹、大活（山东）、毛羌、臭独活（陕西）、独活（安徽）、水独活（浙江）、独活、小法罗海（四川）

## 异名
- Heracleum lanatum auct. non Michx.
- Heracleum moellendorffii Hance var. paucivittatum Shan et T. S. Wang
- Heracleum moellendorffii Hance var. sagenifolium K. T. Fu
- Heracleum moellendorffii Hance var. subbipnnatum (Franch.) Kitag.